# 劉慎行
劉 慎行（りゅう しんこう、生没年不詳）は、遼（契丹）の政治家。本貫は河間郡。

## 経歴
劉景の子として生まれた。膳部員外郎や三司使などをつとめた。統和29年（1011年）3月、参知政事・知南院枢密使事となった。5月、南院枢密使となった。後に北府宰相・監修国史に進んだ。ときに聖宗は宴会の場で賞罰を下すことが多かったので、劉慎行は「喜怒の感情のままに賞罰を加えると、おそらく間違いが起こります」と諫めた。聖宗は意をさとって、「いまより宴会の場で賞罰のことがあっても、翌日に議論して行うこととする」と勅令を下した。
開泰4年（1015年）、劉慎行は都統となり、高麗遠征に参加したが、軍を失った罪で裁判を受けた。開泰7年（1018年）、罪を許されて彰武軍節度使として出向した。太平4年（1024年）、順義軍節度使に転じた。太平5年（1025年）、遼興軍節度使となった。保節功臣の称号を受けた。

## 子女
- 劉一徳
- 劉二玄（上京留守）
- 劉三嘏（進士に及第し、駙馬都尉となったが、公主と合わず北宋に亡命した）
- 劉四端（進士に及第し、駙馬都尉・衛尉少卿として北宋への使者におもむき、帰国すると枢密直学士となった）
- 劉五常（三司使・武定軍節度使）
- 劉六符

## 伝記資料
- 『遼史』巻86 列伝第16